# Marija Ėlimovna Meščerskaja
Marija Ėlimovna Meščerskaja (in russo Мария Элимовна Мещерская?; 16 febbraio 1844 – 26 luglio 1868) è stata una nobildonna russa.
È stata il primo amore dell'imperatore Alessandro III di Russia.

## Biografia
Era la figlia di un diplomatico, il principe Ėlim Petrovič Meščerskij, e di sua moglie, Varvara Stepanovna Žichareva. Il matrimonio dei genitori non venne approvato dalla famiglia di suo padre.
Nel 1844, quando Marija non aveva ancora un anno, suo padre morì, all'età di trentasei anni. La famiglia era stata lasciata quasi senza un soldo, e Varvara Stepanovna fu costretto a chiedere aiuto ai genitori del marito.
Marija trascorse la sua infanzia tra Parigi e Nizza. All'età di quindici anni perse la madre. All'età di diciotto anni ritornò in Russia.

## Rapporto con Alessandro III
Ben presto, grazie alla richiesta dei parenti, divenne la damigella d'onore dell'imperatrice Marija Aleksandrovna. Nella primavera del 1864, incontrò il Granduca Aleksandr Aleksandrovič, il secondo figlio dell'imperatrice.
Nel 1865 morì zarevic Nikolaj Aleksandrovič, e Alessandro divenne erede al trono. A poco a poco gli incontri divennero più frequenti. Per evitare le "gravi conseguenze", Marija doveva smettere di incontrarsi con il principe ereditario.
Nel novembre 1865, Alessandro II espresse il desiderio che il principe ereditario si fidanzasse con la principessa danese Dagmar, ex fidanzata del fratello.
Il 17 giugno 1866 si celebrò il fidanzamento. Il matrimonio venne celebrato il 28 ottobre 1866. Marija vide l'erede di nuovo nel 1867 a Parigi, durante una visita con il padre su invito dell'imperatore Napoleone III.

## Matrimonio
Sposò, nel 1867, Pavel Pavlovič Demidov, principe di San Donato. Ebbero un figlio:
- Elim (25 luglio 1868-29 marzo 1943).

## Morte
Morì il 26 luglio 1868, il giorno dopo aver dato la luce suo figlio.